# 杨伯嵒
杨伯嵒（?—?），字彦瞻，号咏斋。南襟代州崞县（今山西代县西南）人。
杨存中之孙。周密之外舅。生年不详，定居临安（今浙江杭州）。端平二年，以工部郎出京知衢州。玉祐二年（1254）卒。受外祖父薛尚功影响，好古文字学，有《六帖补》二十卷、《九经韵补》一卷。